# Memphis Pyramid
Die Memphis Pyramid ist ein Gebäude in der US-amerikanischen Stadt Memphis im Bundesstaat Tennessee. 
Sie fungierte bis 2015 als eine Mehrzweckhalle.

## Geschichte
Die ehemalige Arena am Ufer des Mississippi River wurde nach dem Vorbild der ägyptischen Pyramiden von 1989 bis 1991 errichtet. Der Bau mit einer Höhe von 98 Meter (321 Fuß) bot bis zum Umbau 2015 insgesamt 20.142 Sitzplätze. Bei Konzerten fasste die Halle über 20.000 Besucher.
Sie diente als Heimspielstätte der Basketballteams Memphis Grizzlies aus der NBA und der NCAA-College-Basketballmannschaft der Memphis Tigers sowie der Memphis Pharaohs aus der Arena Football League (AFL). In der Halle traten zahlreiche Künstler zu Konzerten auf. Es fanden des Weiteren u. a. Wrestlingveranstaltungen, Boxkämpfe, wie am 8. Juni 2002 mit Lennox Lewis gegen Mike Tyson, statt. Die Church of God in Christ hielt hier einige Versammlungen ab. 
Die Halle wurde 2004 geschlossen und wird nicht mehr als Veranstaltungsstätte genutzt. 2015 wurde sie als Megastore der Bass Pro Shops, einem Einzelhändler für u. a. Jagd-, Angel- und Campingbedarf sowie ähnlichem Natursport, inklusive Restaurants und Hotel wiedereröffnet. In etwas mehr als zwei Monaten kamen über eine Million Besucher in die Bass Pro Pyramid. Aufgrund des großen Erfolgs erwägt man eine Seilrutsche und ein zweites Hotel zu bauen.

## Galerie

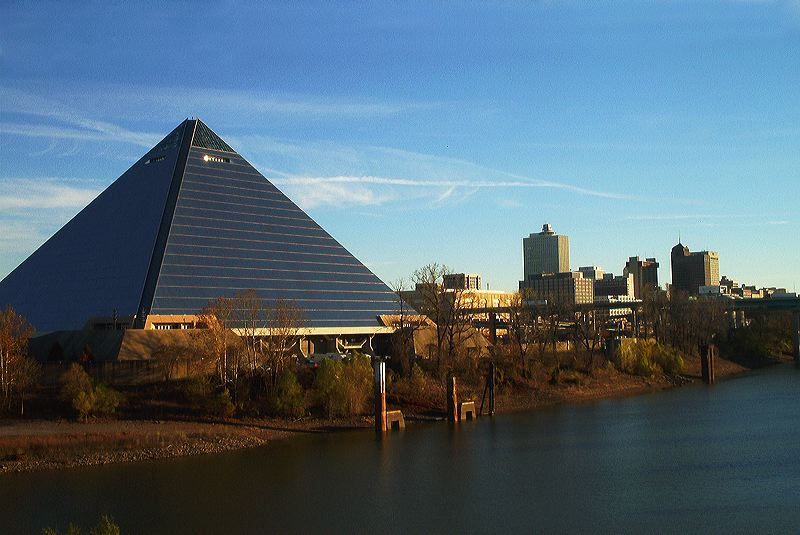
Die Pyramid Arena (2002)
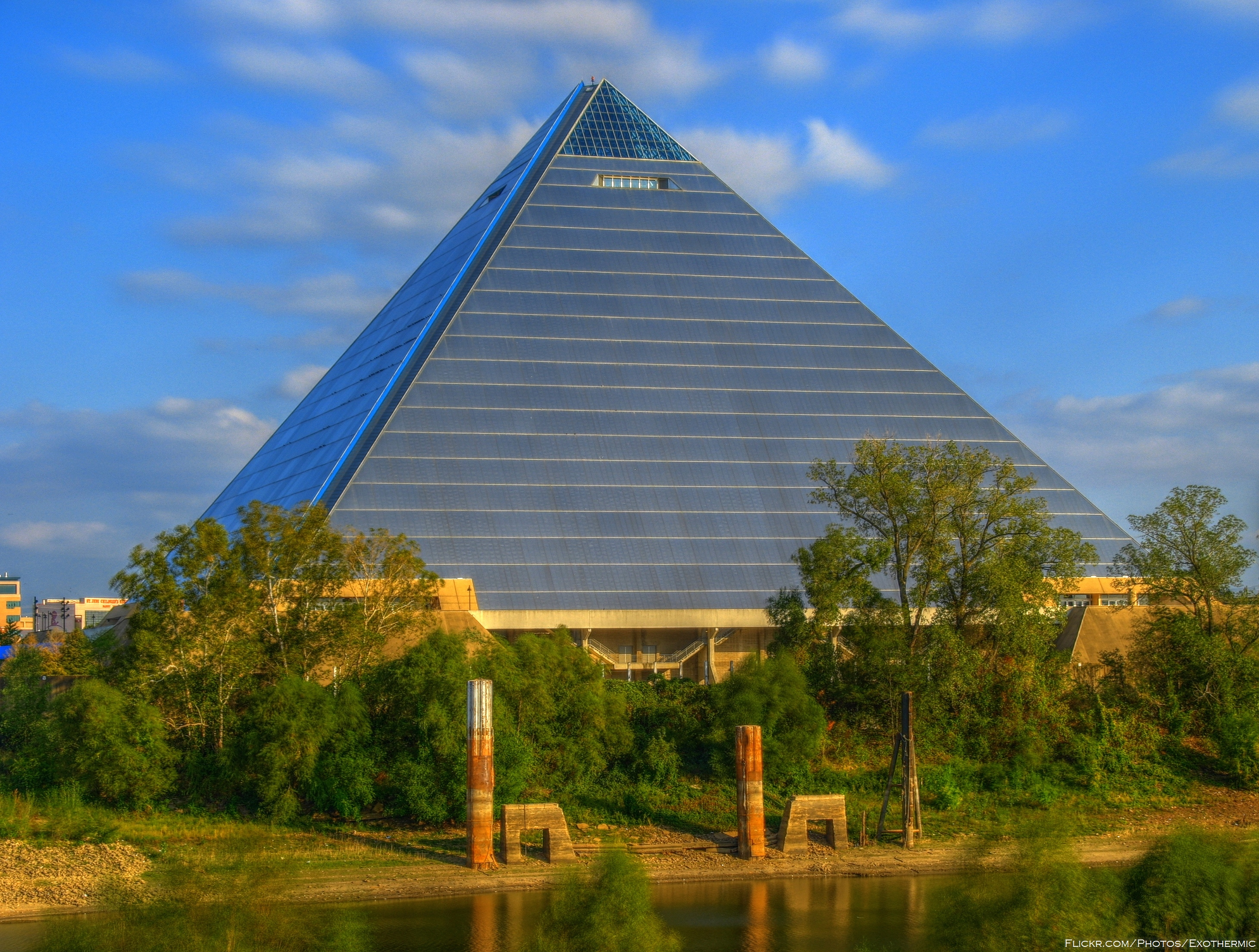
Die Pyramid Arena (2007)
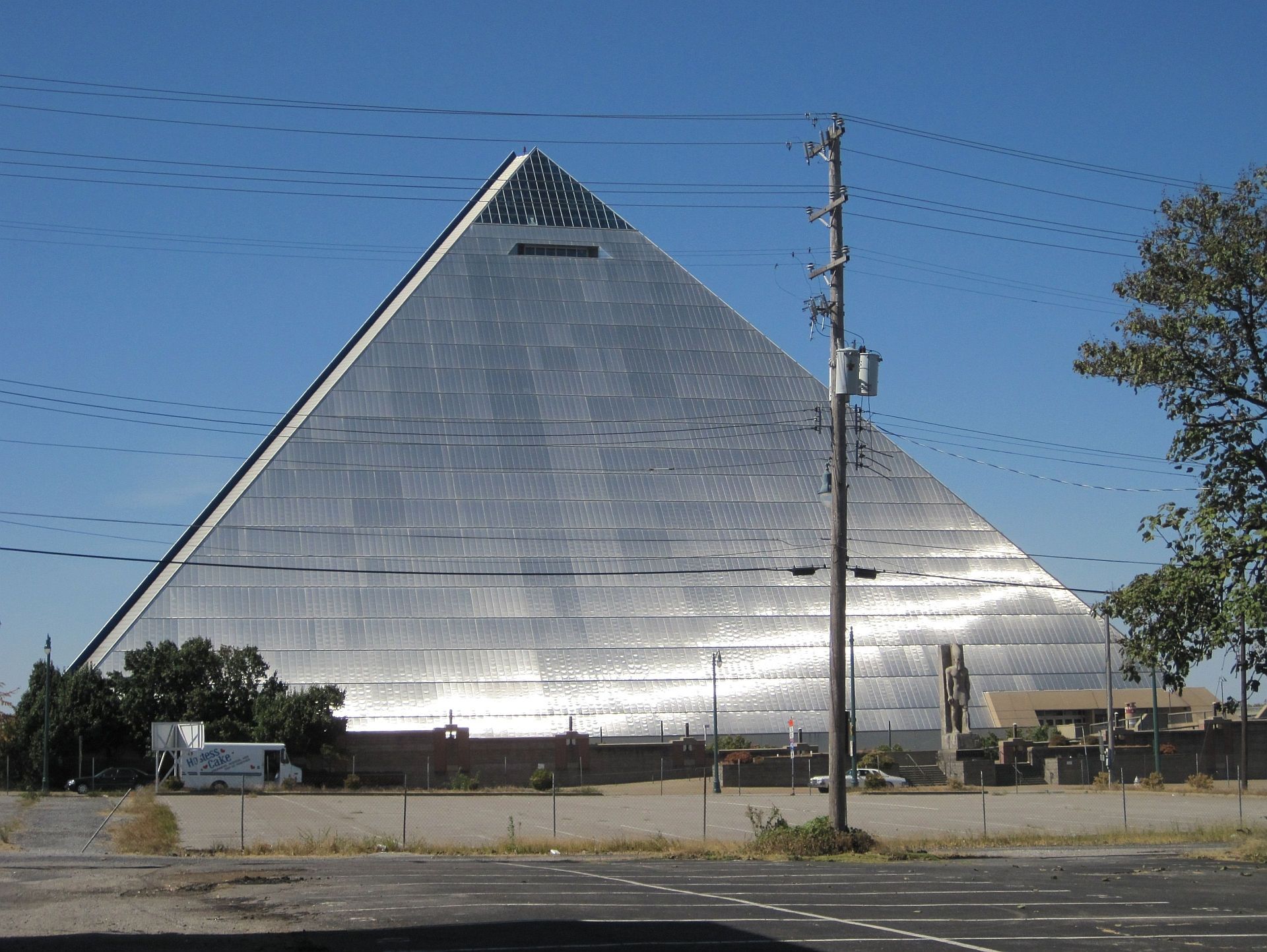
Die geschlossene Pyramid Arena (2010)